# Dorcadion dokhtouroffi
Dorcadion dokhtouroffi là một loài bọ cánh cứng trong họ Cerambycidae.